# La Roche-Derrien
La Roche-Derrien (en bretó Ar Roc'h-Derrien) és un municipi francès, situat a la regió de Bretanya, al departament de Costes del Nord. L'any 1999 tenia 1.012 habitants.

## Demografia
| 1962                                       | 1968 | 1975 | 1982 | 1990 | 1999  |
| ------------------------------------------ | ---- | ---- | ---- | ---- | ----- |
| 967                                        | 946  | 971  | 963  | 883  | 1.012 |
| Des de 1962: població sense dobles comptes |      |      |      |      |       |

## Administració
| Període | Identitat       | Partit |
| ------- | --------------- | ------ |
| 2008-   | Jean-Louis Even |        |

## Personatges il·lustres
- Narcisse Quellien, poeta en bretó